# Joe Zawinul
Josef Erich Zawinul, conhecido como Joe Zawinul (Viena, 7 de julho de 1932 - Viena, 11 de setembro de 2007) foi um músico austríaco, de ascendência húngara, tcheca e cigana.
Tecladista, compositor e arranjador de jazz foi um dos principais criadores do jazz fusion, juntamente com Chick Corea, Herbie Hancock, John McLaughlin e Miles Davis. Zawinul, Corea e Hancock foram os primeiros músicos a integrar piano elétrico e sintetizador.
Educado por seu avô, iniciou-se na música aos seis anos de idade, tocando música cigana e música tradicional húngara no acordeão. Posteriormente estudou piano clássico e composição no Conservatório de Viena (Konservatorium Wien). Nos anos 1950, tocou em programas de rádio com diferentes bandas locais. Mais tarde trabalhou com vários músicos, como o clarinetista Fatty George e o pianista Friedrich Gulda, pela Europa. 
Em 1959 participou de um concurso organizado pela revista Down Beat, obtendo uma bolsa de estudos no prestigioso Berklee College of Music, em Boston, Massachusetts, considerada a melhor escola de música moderna dos Estados Unidos. Porém ali permaneceu apenas por poucos dias, juntando-se em seguida ao grupo do trompetista canadense Maynard Ferguson, durante oito meses. 
A seguir, atuou com diferentes artistas, como Ella Fitzgerald, Dinah Washington e o saxofonista Ben Webster. A partir de 1961, passou a integrar o quinteto do saxofonista Julian Cannonball Adderley, que se tornara conhecido como integrante da banda de Miles Davis.
No final dos anos 1960, Davis começara a mudar seu stilo, sob influência do rock, notadamente de Jimi Hendrix. Seu jazz tornara-se mais "elétrico", estilo no qual Zawinul era excelente. Assim, em 1970 Zawinul deixa o grupo de Adderley e entra no cenário do jazz rock, gravando com Miles Davis o seminal In a Silent Way e Bitches Brew.
Em 1971, Zawinul junta-se ao saxofonista Wayne Shorter e ao baixista Miroslav Vitous, criando o Weather Report, grupo de jazz rock voltado à experimentação de novas perspectivas sonoras e aberto a outros músicos inovadores como o baixista Jaco Pastorius. O grupo obteve imenso sucesso com algumas canções que se tornaram muito populares, como "Birdland", frequentando regularmente as hit-parades e obtendo diversos prêmios como o Grammy. Além disso foi considerado o "número 1" por quinze vezes consecutivas pela Down Beat, que também qualificou Joe Zawinul como o "melhor pianista" por 22 vezes seguidas.

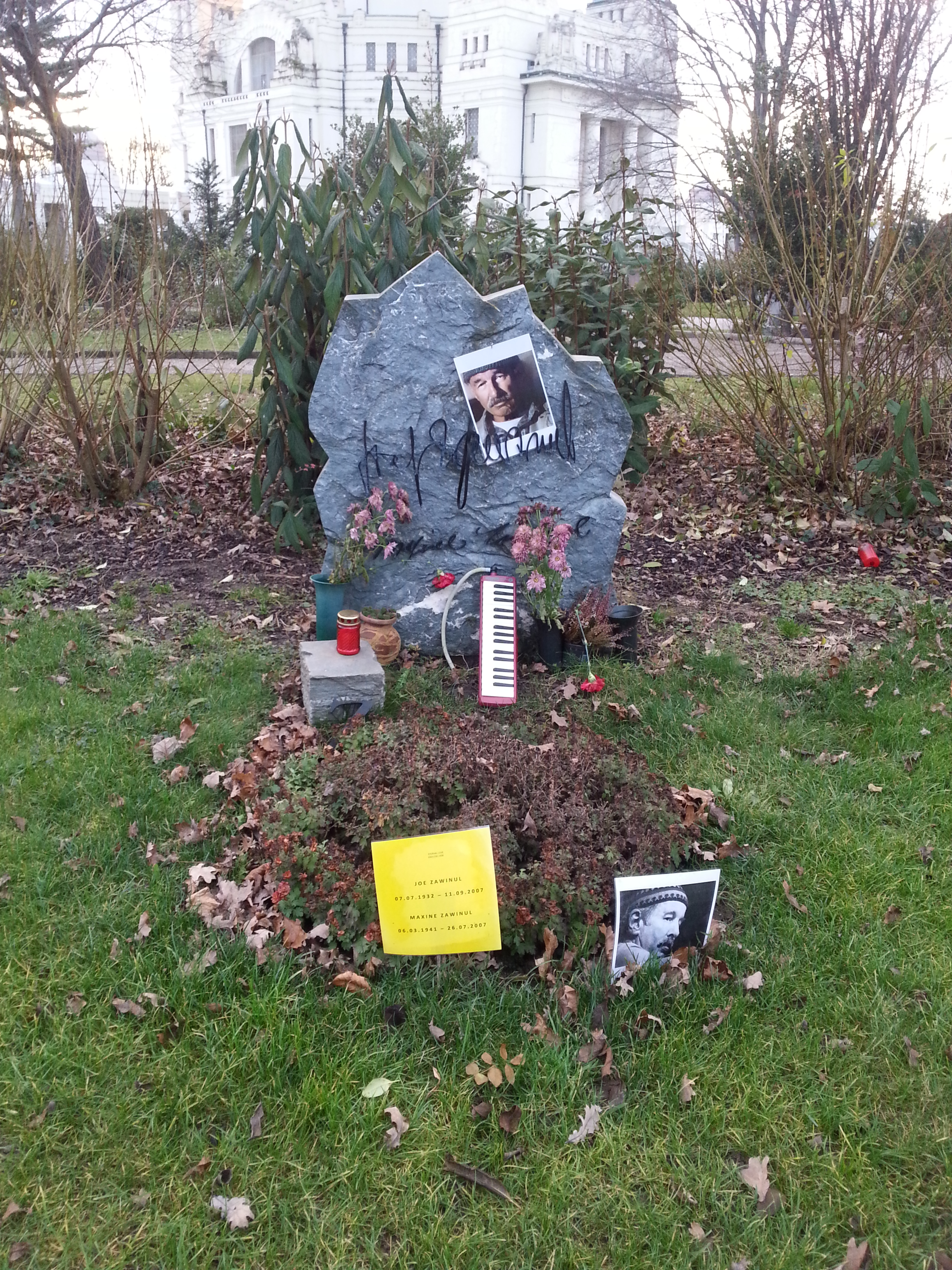
Sepultura de Joe Zawinul no Cemitério Central de Viena

Com a dissolução do Weather Report, criou o Zawinul Syndicate.

## Discografia
- 1959 To You With Love
- 1966 Money in the Pocket
- 1968 The Rise & Fall of the Third Stream
- 1971 Zawinul
- 1986 'Di•a•lects'
- 1988 The Immigrants
- 1989 Black Water
- 1992 Lost Tribes
- 1990 The Beginning
- 1996 My People
- 1996 Stories of the Danube
- 1997 World Tour (live)
- 2002 Faces & Places
- 2005 Joe Zawinul & The Zawinul Syndicate – Vienna Nights – Live at Joe Zawinul's Birdland
- 2006 Brown Street
- 2007 75